# Tricapus heinrichi
Tricapus heinrichi là một loài tò vò trong họ Ichneumonidae.